# Limarca
Limarca is een geslacht van tweekleppigen uit de  familie van de Philobryidae.

## Soorten
- Limarca angustifrons Tate, 1886 †
- Limarca munieri (Bernard, 1896)